# Simulium unum
Simulium unum es una especie de insecto del género Simulium, familia Simuliidae, orden Diptera.

## Distribución
Se distribuye por la India.

## Taxonomía
Fue descrita científicamente por Datta, 1975.